# يحيى شنار
يحيى جودت حافظ شنار (وُلد في 1 سبتمبر 1970) سياسي واقتصادي فلسطيني، عمل مديرا عاما للأمانة العامة لمجلس الوزراء وسكرتيرا لأكثر من لجنة وزارية في الفترة 2003-2006. شارك في مفاوضات نقل الصلاحيات المدنية والمرحلة الانتقالية "أوسلو 2" كرئيس للطاقم اللوجستي في الفترة 1993-1995. وترأس مجلس إدارة مؤسسة إدارة وتنمية أموال اليتامى منذ تاريخ 20 يوليو 2023. وفي 3 يناير 2025 كلفه الرئيس الفلسطيني محمود عباس لتولي منصب محافظ سلطة النقد.

## حياته
ولد يحيى جودت حافظ شنار في مدينة نابلس بتاريخ 1 سبتمبر 1970. حصل على شهادة البكالوريوس في إدارة الأعمال والاقتصاد من جامعة اليرموك في الأردن. ودرجة الماجستير في إدارة الأعمال من جامعة أركنساس الأميركية.

## مناصبه
- محافظ سلطة النقد الفلسطينية.[6]
- رئيس مجلس إدارة مؤسسة إدارة وتنمية أموال اليتامى (بدرجة وزير).[7]
- رئيس تنفيذي للاستثمار في بنك كابيفست الإسلامي الاستثماري - البحرين (2008).
- رئيس الاستثمارات العقارية في بنك إبدار الإسلامي للاستثمار - البحرين (2011-2016).
- مؤسس شركة YJS للاستشارات المالية وعمليات الدمج والاستحواذ - البحرين (2011).
- مدير الاستثمار في شركة فلسطين للتنمية والاستثمار "باديكو".
- مساعد المدير العام لسوق فلسطين للأوراق المالية.
- عضو مجلس إدارة البنك الإسلامي الفلسطيني.